# Sayfallah Ltaief
Sayfallah Ltaief (Zürich, 2000. április 22. –) tunéziai válogatott labdarúgó, a svájci Winterthur csatárja kölcsönben a Basel csapatától.

## Pályafutása

### Klubcsapatokban
Ltaief a svájci Zürich városában született. Az ifjúsági pályafutását a helyi Zürich és Kosova Zürich csapatában kezdte, majd a Winterthur akadémiájánál folytatta.
2020-ban mutatkozott be a Winterthur másodosztályban szereplő felnőtt keretében. A 2021–22-es szezonban feljutottak az első osztályba. 2022. július 1-jén négyéves szerződést kötött a Basel együttesével. Először a 2022. július 16-ai, Winterthur ellen 1–1-es döntetlennel zárult mérkőzés 66. percében, Liam Millar cseréjeként lépett pályára. 2023 januárja és júniusa között a Winterthur csapatát erősítette kölcsönben.

### A válogatottban
Ltaief 2022-ben debütált a tunéziai válogatottban. Először a 2022. szeptember 22-ei, Comore-szigetek ellen 1–0-ra megnyert mérkőzés 69. percében, Saîf-Eddine Khaouit váltva lépett pályára.

## Statisztika
2023. április 30. szerint.
| Klub                    | Szezon   | Bajnokság              | Bajnokság | Bajnokság | Kupa  | Kupa  | Nemzetközi | Nemzetközi | Összesen | Összesen |
| Klub                    | Szezon   | Bajnokság              | Mérk.     | Gólok     | Mérk. | Gólok | Mérk.      | Gólok      | Mérk.    | Gólok    |
| ----------------------- | -------- | ---------------------- | --------- | --------- | ----- | ----- | ---------- | ---------- | -------- | -------- |
| Winterthur              | 2019–20  | Swiss Challenge League | 12        | 2         | 2     | 0     | —          | —          | 14       | 2        |
| Winterthur              | 2020–21  | Swiss Challenge League | 20        | 1         | 1     | 0     | —          | —          | 21       | 1        |
| Winterthur              | 2021–22  | Swiss Challenge League | 34        | 5         | 1     | 0     | —          | —          | 35       | 5        |
| Winterthur              | Összesen | Összesen               | 66        | 8         | 4     | 0     | 0          | 0          | 70       | 8        |
| Basel                   | 2022–23  | Swiss Super League     | 6         | 0         | 0     | 0     | 3          | 0          | 9        | 0        |
| Winterthur (kölcsönben) | 2022–23  | Swiss Super League     | 11        | 1         | 0     | 0     | —          | —          | 11       | 1        |
| Összesen                | Összesen | Összesen               | 83        | 9         | 4     | 0     | 3          | 0          | 90       | 9        |

### A válogatottban
| Válogatott | Év       | Pályára lépés | Gól |
| ---------- | -------- | ------------- | --- |
| Tunézia    | 2022     | 1             | 0   |
| Összesen   | Összesen | 1             | 0   |

## Sikerei, díjai
Winterthur
- Swiss Challenge League
  - Feljutó (1): 2021–22